# Баия (футбольный клуб, Фейра-ди-Сантана)
«Баи́я ди Фе́йра» — бразильский футбольный клуб из города Фейра-ди-Сантана, штата Баия. В настоящий момент клуб выступает в Серии D Бразилии.

## История
Клуб основан 2 июля 1937 года, домашние матчи проводит на стадионе «Арена Кажуэйро», вмещающем 4 тыс. зрителей.
Главным достижением «Баии» является победа в чемпионате штата Баия в 2011 году, когда клуб из Фейра-ди-Сантаны сумел обыграть в финале одного из сильнейших грандов футбола штата, «Виторию» из Салвадора.

## Достижения
- Чемпион Лиги Баияно (1): 2011
- Вице-чемпион Лиги Баияно (1): 2019
- Обладатель Кубка губернатора штата Баия (1): 2013
- Чемпион Второго дивизиона Лиги Баияно (3): 1982, 1986, 2009